# Gilead (Illinois)
Gilead és una comunitat no incorporada al comtat de Calhoun, Illinois, Estats Units. Gilead és a prop del riu Mississipi 8 milles (13 km) al sud de Hamburg. Va ser la seu del comtat de Pike fins que l'extrem sud del comtat s'escindí per a format en el comtat de Calhoun. Gilead també va ser la seu del comtat de Calhoun fins al 1847, quan es va incendiar el jutjat del comtat.